# José Montes Sierra
José Montes Sierra (Alhama de Granada, 1846 - Sevilla, 2 de mayo de 1918) fue un político español del periodo de la Restauración, líder del partido Unión Republicana en Sevilla y diputado en el parlamento español en varias legislaturas.

## Biografía
Nació en el año 1846 en la localidad de Alhama de Granada, cursó estudios de derecho e inició su vida laboral desempeñando varios cargos administrativos en la Delegación de Hacienda de Granada. Más adelante se trasladó a Cuba y Estados Unidos, regresando definitivamente a España en 1872 e instalándose en Sevilla en el año 1878. En esta ciudad desarrolló una importante actividad comercial que simultaneó con la política, fue director de la sucursal del Banco de España en Sevilla y participó en la banca privada. En 1886 fue nombrado presidente de la recién fundada Cámara de Comercio, Industria y Navegación de Sevilla, ostentado asimismo la presidencia de algunas sociedades civiles de la ciudad, entre ellas el Centro Mercantil y la Real Sociedad Económica de Amigos del País. Muy ligado al sector naviero, fue presidente de la Compañía Sevillana de Navegación a Vapor y desde 1891 vicepresidente de la Junta de Obras del Puerto de Sevilla.

### Diputado a Cortes
Resultó elegido diputado en el parlamento español en 5 ocasiones por Sevilla, en las elecciones celebradas el 10 de septiembre de 1905, 21 de abril de 1907, 8 de mayo de 1910, 9 de abril de 1916 y 24 de febrero de 1918, si bien en esta última apenas pudo desempeñar el cargo por una grave enfermedad que le ocasionó la muerte dos meses después.